# Черна коморска летяща лисица
Черната коморска летяща лисица (Pteropus livingstonii) е вид бозайник от семейство Плодоядни прилепи (Pteropodidae). 
Видът е критично застрашен от изчезване.

## Разпространение
Среща се само на островите Анжуан и Мохели, част от Коморските острови в западната част на Индийския океан.